# Гидрид цезия
Гидри́д це́зия — CsH, неорганическое бинарное соединение цезия с водородом.

## Получение
Может быть получен прямым взаимодействием элементов при температуре 200—350 °C и давлении 5—10 МПа:
{\displaystyle {\mathsf {2Cs+H_{2}\longrightarrow 2CsH}}}

## Физические свойства
Белое солеобразное соединение с ионной структурой (Cs+H−), имеющее кубическую гранецентрированную кристаллическую структуру типа NaCl. Энергия диссоциации соединения составляет 176 кДж/моль, длина связи: 0,249 нм.

## Химические свойства
- Чрезвычайно активное химическое вещество. Воспламеняется во влажном воздухе, атмосфере хлора и фтора; реагирует с бромом и сероуглеродом:

{\displaystyle {\mathsf {CsH+Cl_{2}\xrightarrow {400^{o}C} CsCl+HCl}}}
- При нагревании вступает в реакцию с азотом, аммиаком и фосфором:

{\displaystyle {\mathsf {CsH+NH_{3}\xrightarrow {350^{o}C} CsNH_{2}+H_{2}}}}
- В воде, кислотах бурно разлагается с выделением водорода[2]:

{\displaystyle {\mathsf {CsH+H_{2}O\longrightarrow CsOH+H_{2}}}}
{\displaystyle {\mathsf {CsH+HCl\longrightarrow CsCl+H_{2}}}}
- При нагревании с кислородом в отсутствие воды образует гидроксид:

{\displaystyle {\mathsf {2CsH+O_{2}\xrightarrow {200^{o}C} 2CsOH}}}